# Euphylidorea albipes
Euphylidorea albipes là một loài ruồi trong họ Limoniidae. Chúng phân bố ở miền Tân bắc.